# Gebetsapostolat
Das Gebetsapostolat (fr.: L’Apostolat de la Prière ) ist ein von französischen Jesuiten ins Leben gerufenes Apostolat zur Herz-Jesu-Verehrung und der eucharistischen Anbetung. Rasch breitete sich dieses Werk weltweit aus. Es handelt sich kirchenrechtlich um einen öffentlichen Verein von Gläubigen (CIC can. 212–320).

## Geschichte
1844 gründete der Jesuitenpater François-Xavier Gautrelet, Spiritual des Studienhauses der Jesuiten in Vals bei Le Puy-en-Velay, das Gebetsapostolat und leitete es bis 1861. Am 3. Dezember 1844 wurde es als kirchliche Vereinigung konstituiert und verbreitete sich in Frankreich und Europa. Henri Ramière übernahm von Gautrelet die Leitung und brachte es erheblich voran. Die Generaloberen des Jesuitenordens förderten es als Werk des Ordens weltweit. Papst Pius IX. unterstützte das Werk und bestätigte im Jahr 1866 die erste Satzung.
Ramière gab in Toulouse die Monatszeitschrift Messager du Cœur de Jésus - Bulletin mensuel de L´Apostolat de la Prière (dt.: Sendbote des Herzens Jesu – Monatliches Mitteilungsblatt des Gebetsapostolates) heraus, für die er bis 1884 schrieb. Diese Zeitschrift hatte eine große Verbreitung. Bei Ausbruch des Ersten Weltkrieges erschien sie in 42 Ländern und in 26 Sprachen mit 3.000.000 Abonnenten. Auch Ramières Buch, Das Apostolat des Gebets, wurde bereits im Jahr seiner französischen Erstauflage (1864) in andere Sprachen übersetzt und in den darauffolgenden Jahren vielfach aufgelegt.
Der Messager wurde zu einer wichtigen Publikation der französischen Katholiken in der teils heftigen Auseinandersetzung mit den antikirchlichen politischen Strömungen in den letzten Jahrzehnten des 19. Jahrhunderts. Dank P. Ramière breitete sich das Gebetsapostolat weltweit aus, auch viele Ordensgemeinschaften sowohl kontemplativer wie sozialer Zielsetzung schlossen sich ihm an. Als Pater Ramière starb bestanden weltweit 35.000 Anlaufstellen mit etwa 13.000.000 Mitgliedern. Anfang der 1930er hatte das Gebetsapostolat an die 30.000.000 Mitglieder, in Deutschland – wo es seit dem Katholikentag von Würzburg im Jahr 1864 aktiv war – über 500.000. Vereinsorgane in Deutschland waren der Sendbote des Göttlichen Herzens, das Männerapostolat, der Müttersonntag und Frau und Mutter.
Unter der Leitung von P. Luis Martin (1892 bis 1906), der zuvor Schriftleiter der spanischen Ausgabe des Messager war, wurde das Gebetsapostolat dem Jesuitenorden unterstellt. Papst Leo XIII. erneuerte im Jahr 1896 die Satzungen. In diesen wurde festgelegt, dass der jeweilige Generalobere der Jesuiten hauptverantwortlich für das Gebetsapostolat ist. In der Praxis ernennt er dazu einen Generaldirektor aus den Orden. Der Jesuitengeneral Wladimir Ledóchowski transferierte im Jahr 1926 die Leitung des Gebetsapostolates nach Rom. Nach dem Zweiten Vatikanischen Konzil erfolgte 1968 eine erneute Bestätigung der Satzungen. In der zweiten Hälfte des 20. Jahrhunderts verlor das Werk zwar in Westeuropa erheblich an Bedeutung, ist aber in der spanischsprachigen Welt noch sehr lebendig. Nach eigenen Angaben umfasst es heute 60 Millionen Menschen in 1600 Bistümern.

## Praxis des Gebetsapostolates
Das Gebetsapostolat bezeichnet sich selbst als „tägliche Gebetspraxis“. Über die ganze Welt verstreut, beten Gläubige täglich in Anliegen, die für die einzelnen Monate vom Papst festgelegt bzw. bestätigt werden (Gebetsmeinung, Monatsanliegen oder Gebetsanliegen des Papstes). Das erste Anliegen nennt gewöhnlich ein allgemeines kirchliches oder gesellschaftspolitisches Thema (beispielsweise „Familie“ oder „Globalisierung“), das zweite widmet sich besonders den jungen Kirchen in Asien, Afrika und Lateinamerika. Nach eigenem Verständnis ist das Gebetsnetzwerk des Papstes sowohl ein Teilhaben an den Nöten und Anliegen anderer als auch eine Vertiefung der jeweils eigenen Spiritualität. „Ich blicke auf, ich nehme wahr, ich beziehe die anderen mit ein“ korreliert mit „Den Alltag in Gottes Hände legen.“ In diesem Sinne bezeichnete der damalige Jesuiten-General Peter Hans Kolvenbach das Gebetsapostolat als Weg zur Heiligkeit für die Christen des Dritten Jahrtausends.